# Прилуки
Прилуки (на украински: Прилуки) е град в Черниговска област, Украйна.
Населението му е 53 395 души (1 януари 2020). Населението е съставено от украинци, руснаци и евреи. Намира се в часова зона UTC+2.
Споменат е за първи път през 1085 г.